# Tingtjärnen, Gästrikland
Tingtjärnen är en sjö i Hofors kommun i Gästrikland och ingår i Dalälvens huvudavrinningsområde.